# Les Invisibles (série télévisée, 2019)
Pour les articles homonymes, voir Les Invisibles.
Les Invisibles est une série télévisée québécoise en 24 épisodes de 43 minutes réalisée par Sophie Lorain et Alexis Durand-Brault sur un scénario de Catherine Léger, adaptée de la série française Dix pour cent, créée par Dominique Besnehard, et diffusée du 7 janvier au 4 décembre 2019 sur le réseau TVA.

## Synopsis
La série raconte la vie d'une agence de représentants artistiques d'acteurs et d'actrices et les aventures qui la rythment.

## Fiche technique
- Titre original : Les Invisibles
- Réalisation : Sophie Lorain, Alexis Durand-Brault
- Scénario : Catherine Léger, Gabrielle Chapdelaine, Pier-Luc Lasalle
- Musique : Dazmo
- Sociétés de production : ALSO
- Société de distribution : Groupe TVA
- Pays d’origine :  Canada
- Langue originale : français
- Format : couleur
- Genre : comédie
- Durée : 24 × 43 minutes
- Dates de diffusion :
  - Québec : 7 janvier 2019 à TVA

## Distribution

### Acteurs principaux
- Bruno Marcil : Jean-Frédéric Thériault
- Karine Gonthier-Hyndman : Alexandra Martel
- Danièle Lorain : Arlette Meilleur
- Benoît Mauffette : Gabriel Savoie
- Carla Turcotte : Camille Lespérance
- Guillaume Rodrigue : Jérémie
- Virginie Ranger-Beauregard : Noémie
- Leïla Donabelle Kaze : Sofia Louis
- Christophe Levac : Zacharie Dumont
- Julie Du Page : Emmanuelle Dumont
- Paul Savoie : Hubert Dumont
- Lise Roy : Estelle Gallant
- Joël Lemay : Maxime
- Geneviève Beaudet : Christiane
- Jean-Raymond Châles : Proprio de Camille
- Marie-Laurence Lévesque : Marianne Béland Giroux
- Rosa Zacharie : Jane Akerfelt
- Benoît Finley : Martin
- Évelyne Rompré : Nathalie Lespérance
- Christophe Payeur : Thomas
- Mathieu Handfield : Maxime « Goglu » Gagné
- Nathalie Breuer : Chantal Bisson
- Jacob Lemieux : Liam
- Geneviève Dufour : Cybèle Perrin
- Michèle Lituac : Céline Delbos

### Dans leur propre rôle
- Hélène Florent
- Pierre-Luc Brillant
- Sophie Lorain
- France Castel
- Louise Marleau
- Patrice Robitaille
- Diane Lavallée
- Laurence Leboeuf
- Guillaume Lemay-Thivierge
- Mariana Mazza
- Marc-André Grondin
- Guillaume Cyr
- Rémy Girard
- Debbie Lynch-White
- Marc Messier
- Rachel Graton
- Simon-Olivier Fecteau

## Épisodes

### Première saison (hiver)
1. Nouvelle Assistante
2. La Barbe
3. L'Instinct
4. Tomber en amour
5. Boycott
6. La Famille
7. Tu n'es pas vulnérable
8. C'est quoi l'amour
9. Jeux de trahison
10. Do, le do, il a bon dos
11. La Fête de Camille
12. Au bar le Wawaron

### Deuxième saison (automne)
1. Les Petits Mensonges
2. Nos valeurs
3. Le Trophée
4. Du yogourt et des hommes
5. La Gentillesse
6. Pur à cuire
7. La Solitude
8. Coup de foudre
9. Les Filles du Roy en folie
10. La Job avant l'amour
11. L'Ambition
12. Chicane de famille